# Cleome aspera
Cleome aspera är en paradisblomsterväxtart som beskrevs av Koen.. Cleome aspera ingår i släktet paradisblomstersläktet, och familjen paradisblomsterväxter. Inga underarter finns listade i Catalogue of Life.